# Niemylnia

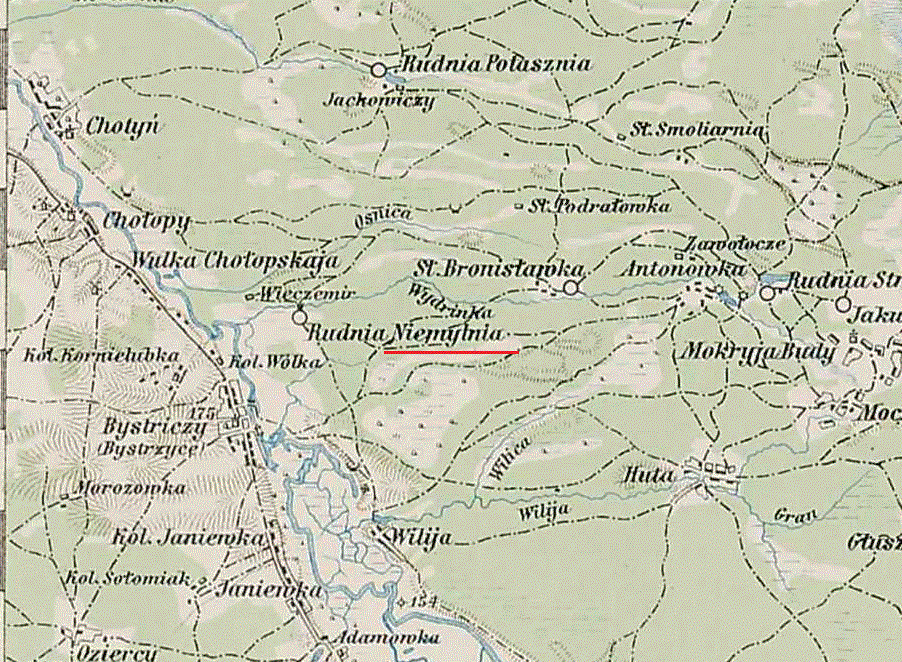
Położenie Niemylni na austro-węgierskiej mapie sztabowej z ok. 1910

Niemylnia, Niemilia – wieś do 1939 położona w Polsce, w województwie wołyńskim, w powiecie kostopolskim w gminie Ludwipol, obecnie na terytorium Ukrainy.
W 1943 r. Niemylnia liczyła około 160 mieszkańców. Część z nich została m.in. wywieziona wcześniej na roboty do Niemiec.
26 lub 27 maja 1943 r. wieś została napadnięta przez nacjonalistów ukraińskich. W efekcie napadu 126 Polaków zostało zamordowanych.
Obecnie wieś nie istnieje. Miejsce zbrodni upamiętniał pomnik (obelisk) wzniesiony z inicjatywy Jana Bronowickiego, byłego mieszkańca Niemylni, około 1980 r. przez ówczesne władze radzieckie na zbiorowej mogile, gdzie stał przedtem drewniany krzyż, wzniesiony jeszcze przez ocalałych Polaków po 1943 roku. Na pomniku widniał napis: Tu pochowanych jest 170 mieszkańców wsi Niemilja rozstrzelanych przez Burżuazyjnych Nacjonalistów Ukraińskich w 1943 roku. Wieczna pamięć. Obelisk obecnie nie istnieje. Jak podają Siemaszkowie, obecnie na miejscu mogiły znajduje się jedynie kurhan pokryty trawą.